# Halobakterier

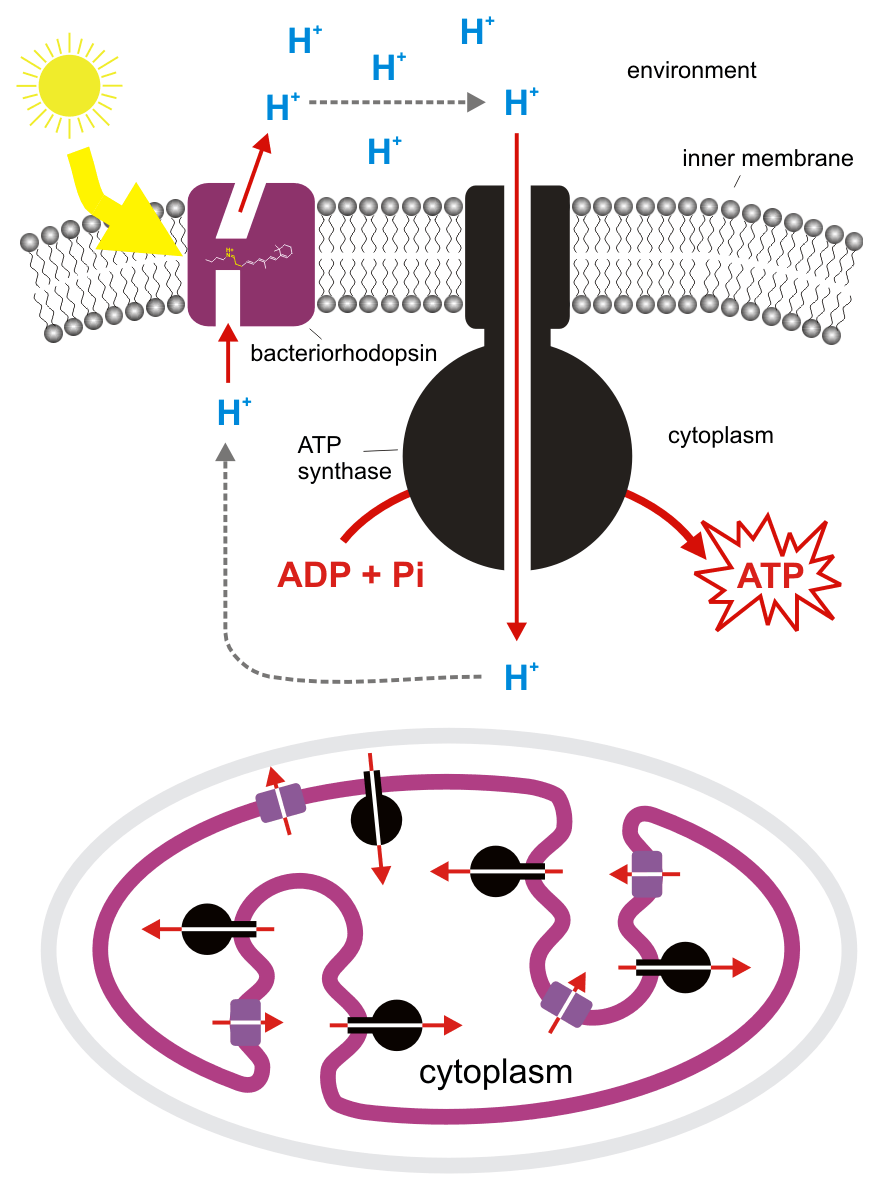
Illustration av hur arten Halobacterium salinarum binder ljusenergi i ATP med hjälp av bakterierodopsin.

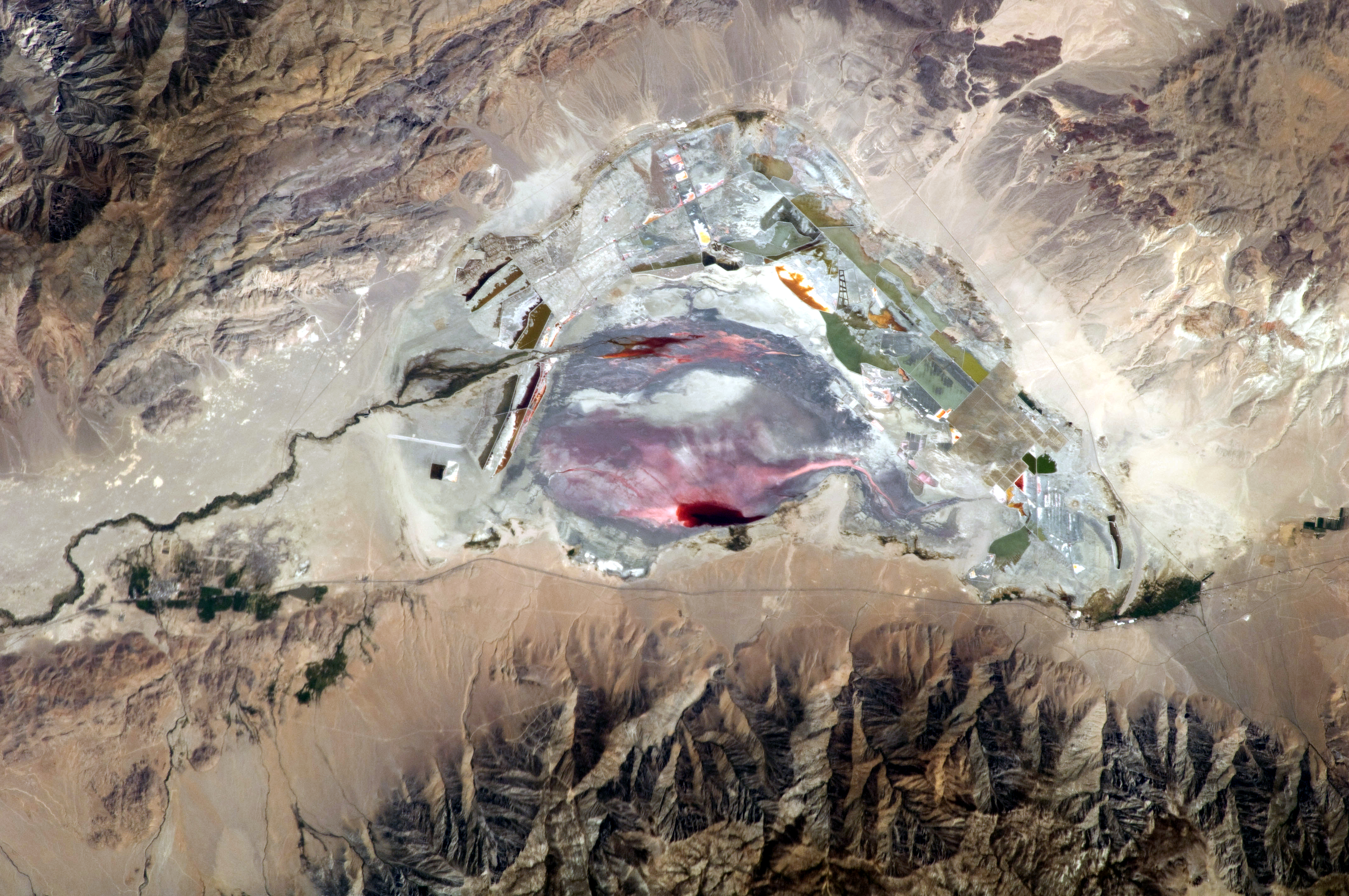
Owens Lake, Kalifornien.

Halobakterier tillhör domänen arkéerna, inte till bakterierna trots sitt namn. Namnet är bildat av grekiska halo- som är en sammansättningsform av ordet hals som betyder salt. Halobakterier är unika mikroorganismer som är anpassade till extrema miljöförhållanden. De är kemoautotrofa och trivs inte då salthalten understiger 17 - 23% och kan växa där salthalten är 30–36 % (mättade saltlösningar). Vissa halobakterier behöver ett pH-värde som är 10 - 12. Halobakterier kan inte fixera kol med hjälp av koldioxid, istället använder de organiska kolkällor. De trivs därmed i områden rika på organiskt material.
I halobakterierna finns bland de största plasmiderna man har hittat. Plasmider är DNA som inte bildar kromosomer, istället är de formade som små cirklar.
Owens Lake i Kalifornien är en torkad sjö som blivit rödviolett på grund av förekomst av halobakterier, men också av den saltälskande algen Dunaliella som har en starkt röd färg. Halobakterierna lever i ett tunt lager av saltlösning som täcker sjöbottnen.

## Bakterierodopsin
Om syrehalten blir för låg använder halobakterier fotosyntes och binder ljusenergi i ATP. Detta sker via ett rödviolett membranprotein som kallas bakterierodopsin. Denna process är olik andra typer av fotosyntes. Bakterierodopsin fungerar så att det flyttar protoner från membranets insida till utsidan. Bakterierodopsin består av proteinerna opsin och retinal, samma protein som bygger upp det snarlika röda ämnet rodopsin som ingår i människoögats stavar.
Bakterierodopsin har under de senaste 25 åren varit intressant för forskare inom flera olika områden. Förutom biokemister och biofysiker har nu även företag som bygger batterisnåla och långlivade dataskärmar fått ett intresse för bakterierodopsin. Proteinet visar upp två stabila former, en gul och en rödviolett, något som kommer till stor användning i datorer som fungerar genom optik. Man har redan använt bakterierodopsin för teknik rörande datorers minne och som ljuskänsligt ämne i konstgjorda näthinnor. 

## Släktet halobakterium
Huvudartikel:Halobakterium

Halobakterium är ett släkte tillhörande halobakterierna. I släktet har särskilt tre olika arter H. halobium, H. cutirubrum och H.salinarium studerats på grund av sitt membran med bakterierodopsin. Bakterierodopsinet låter arterna överleva med ljus som enda energikälla. Andra arter i släktet som studerats är bland andra H. capanicum, H. trapanicum, H. volcanii och H. tunesiensis.

### Halobakterium salinarum
Huvudartikel:Halobakterium salinarum

Arten Halobakterium salinarum inom släktet halobakterium är en av de få organismer som kan överleva i mättade saltlösningar. Den är stavformad och rörlig. I naturen kan man hitta den i saltrika dammar i Arabiska öknen, men man kan också hitta den i saliner, dammar där man utvinner salt genom att låta saltvatten torka i solen. Halobakterium salinarum innehåller förutom bakterierodopsin tre andra fotosyntetiska pigment. Halobakterium salinarum trivs bäst med en saltkoncentrationen på 20-30%.